# Ultimul mohican (film din 1968)
Ultimul mohican (Die Lederstrumpferzählungen) este un film western româno-german din 1968 regizat de Jean Dréville, Pierre Gaspard-Huit și Sergiu Nicolaescu. Scenariul se bazează pe romanul omonim scris de James Fenimore Cooper.

## Distribuție
- Otto Ambros – colonelul Munroe
- Alexandru David – Uncas
- Roland Ganemet – David Gamut
- Loumi Iacobesco – Cora Munroe (ca Luminița Iacobescu)
- Hellmut Lange – Lederstrumpf
- Sybil Maas – Alice Munroe
- Pierre Massimi – Chingachgook
- Adrian Mihai –
- Ali Raffi – Magua